# Óscar del Portal
Óscar Eduardo Del Portal Oliveri (Lima, 9 de enero de 1982) es un presentador deportivo y exfutbolista peruano.

## Trayectoria

### Carrera deportiva
Llegó al Sporting Cristal en el 2000, debutó en un partido amistoso frente a Peñarol bajo la dirección técnica de Paulo Autuori. Fue campeón de la primera división del Perú con Cristal en el 2002. Después de otros cortos pasos por diversos clubes, se retiró del fútbol en el 2008 para dedicarse de lleno a su carrera como periodista deportivo.

### Carrera televisiva
Tras su prematuro retiro del fútbol, Del Portal comenzó a incursionar en el periodismo deportivo, inicialmente como panelista para algunos espacios deportivos.
A lo largo de su carrera televisiva, fue incluido en la conducción de los programas de la televisora CMD como Central deportiva, Entre titulares, Show de goles y 100 % fanáticos.
En 2018, fue incluido en la conducción del bloque deportivo América deportes y del programa Fútbol en América, ambas de la televisora América Televisión, siendo este último compartiendo conducción junto a Erick Osores y Richard de la Piedra, en el que se mantiene en la actualidad, además de ser invitado a otros programas del canal. En lo paralelo, también conducía el bloque deportivo en DirecTV Sports hasta febrero de 2023 que anunció su retiro del programa por motivos familiares.
En 2024 fue convocado en el programa A presión, creado y conducido por Peter Arévalo.

## Clubes
| Club                    | País | Año       |
| ----------------------- | ---- | --------- |
| Deportivo Zúñiga        | Perú | 1999      |
| Sporting Cristal B      | Perú | 2000-2001 |
| Sporting Cristal        | Perú | 2002      |
| Estudiantes de Medicina | Perú | 2003-2004 |
| Deportivo Municipal     | Perú | 2004-2005 |
| Universidad San Marcos  | Perú | 2006-2008 |

## Palmarés

### Campeonatos nacionales
| Título                    | Club             | País | Año  |
| ------------------------- | ---------------- | ---- | ---- |
| Torneo Clausura           | Sporting Cristal | Perú | 2002 |
| Primera División del Perú | Sporting Cristal | Perú | 2002 |

## Televisión
- Central deportiva (2011-2013), como presentador.
- 100 % fanáticos (2014-2016), como presentador.
- Show de goles (2017), como panelista.
- América deportes (2018-presente), como presentador del bloque matutino de América noticias.
- Fútbol en América (2018-presente), como panelista.
- De fútbol se habla así (2019-2023), como presentador.